# Lužná (district de Rakovník)
Pour les articles homonymes, voir Lužná.
Lužná (en allemand : Luschna) est une commune du district de Rakovník, dans la région de Bohême-Centrale, en Tchéquie. Sa population s'élevait à 1 970 habitants en 2024.

## Géographie
Lužná se trouve à 3,5 km au nord-est du centre de Rakovník et à 46 km à l'ouest-nord-ouest de Prague.
La commune est limitée par Lišany au nord-ouest et au nord, par Krušovice au nord, par Řevničov et Ruda à l'est, par Nový Dům et Pavlíkov au sud, et par Rakovník au sud et à l'ouest.

## Histoire
La première mention écrite de la localité date de 1352.

## Patrimoine
- Musée des chemins de fer tchèques à Lužná

Le musée a été ouvert en 1999 sur un ancien dépôt de chemin de fer fermé en 1996. Il montre une collection de locomotives à vapeur, dont certaines datent de la période austro-hongroise, des locomotives diesel ou électriques, des wagons de passagers et de marchandises, etc.

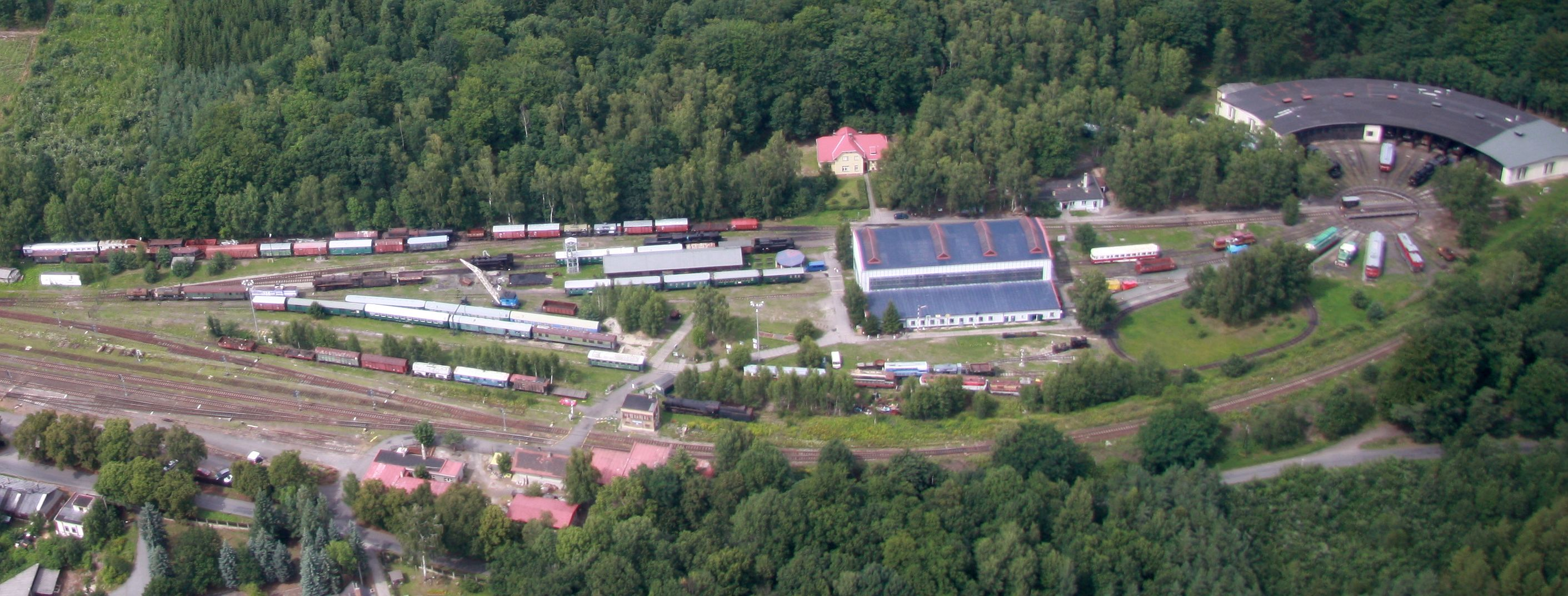
Vue aérienne du musée.

## Transports
Par la route, Lužná se trouve à 5,6 km de Rakovník et à 55 km du centre de Prague.